# Filippo del Palatinato (vescovo)
Philipp von der Pfalz (Heidelberg, 5 luglio 1480 – Frisinga, 5 gennaio 1541) è stato un vescovo cattolico tedesco.

## Biografia
Figlio di Filippo del Palatinato, elettore Palatino del Reno appartenente alla famiglia Wittelsbach, e di Margherita di Baviera-Landshut, fu vescovo di Frisinga dal 1507. Nel 1512 venne nominato vescovo coadiutore della diocesi di Naumburg, succedendo a Johann von Schönberg il 26 settembre 1517. A partire da questa data Filippo mantenne la duplice carica di vescovo di Frisinga e di Naumburg fino alla morte.
Alla sua morte, il capitolo dei canonici della cattedrale elesse come vescovo di Naumburg Julius von Pflug, che fu in competizione con il candidato imposto dal principe elettore di Sassonia Giovanni Federico e da Martin Lutero, ossia il teologo luterano Nicolaus von Amsdorf, vescovo conte palatino di Naumburg.
Dopo la battaglia di Mühlberg, nella quale le truppe di Carlo V sbaragliarono le truppe protestanti della lega di Smalcalda (24 aprile 1547), Amsdorf dovette restituire la diocesi al vescovo cattolico Julius von Pflug.

## Genealogia episcopale e successione apostolica
La genealogia episcopale è:
- Vescovo Otto von Sonnenberg
- Vescovo Friedrich von Zollern
- Vescovo Rupert von Bayern
- Vescovo Mathias Schach, O. Cart.
- Vescovo Philipp von der Pfalz

La successione apostolica è:
- Cardinale Matthäus Lang von Wellenburg (1519)

## Ascendenza
|                                    |                                    |                                  | Genitori                           |  |  | Nonni |  |  | Bisnonni                       |  |  | Trisnonni                  |  |
|                                    |                                    |                                  |                                    |  |  |       |  |  | 8. Ludovico III del Palatinato |  |  | 16. Roberto del Palatinato |  |
|                                    |                                    |                                  |                                    |  |  |       |  |  | 8. Ludovico III del Palatinato |  |  | 16. Roberto del Palatinato |  |
|                                    |                                    | 17. Elisabetta di Norimberga     |                                    |  |  |       |  |  | 8. Ludovico III del Palatinato |  |  |                            |  |
| 4. Ludovico IV del Palatinato      |                                    |                                  |                                    |  |  |       |  |  | 8. Ludovico III del Palatinato |  |  |                            |  |
|                                    |                                    | 9. Matilde di Savoia             | 18. Amedeo di Savoia-Acaia         |  |  |       |  |  |                                |  |  |                            |  |
|                                    |                                    | 9. Matilde di Savoia             | 18. Amedeo di Savoia-Acaia         |  |  |       |  |  |                                |  |  |                            |  |
|                                    |                                    | 9. Matilde di Savoia             | 19. Caterina di Ginevra            |  |  |       |  |  |                                |  |  |                            |  |
| 2. Filippo del Palatinato          |                                    | 9. Matilde di Savoia             |                                    |  |  |       |  |  |                                |  |  |                            |  |
|                                    |                                    | 10. Amedeo VIII di Savoia        | 20. Amedeo VII di Savoia           |  |  |       |  |  |                                |  |  |                            |  |
|                                    |                                    | 10. Amedeo VIII di Savoia        | 20. Amedeo VII di Savoia           |  |  |       |  |  |                                |  |  |                            |  |
|                                    |                                    | 10. Amedeo VIII di Savoia        | 21. Bona di Berry                  |  |  |       |  |  |                                |  |  |                            |  |
| 5. Margherita di Savoia            |                                    | 10. Amedeo VIII di Savoia        |                                    |  |  |       |  |  |                                |  |  |                            |  |
|                                    |                                    | 11. Maria di Borgogna            | 22. Filippo II di Borgogna         |  |  |       |  |  |                                |  |  |                            |  |
|                                    |                                    | 11. Maria di Borgogna            | 22. Filippo II di Borgogna         |  |  |       |  |  |                                |  |  |                            |  |
|                                    |                                    | 11. Maria di Borgogna            | 23. Margherita III di Fiandra      |  |  |       |  |  |                                |  |  |                            |  |
| 1. Filippo del Palatinato          |                                    | 11. Maria di Borgogna            |                                    |  |  |       |  |  |                                |  |  |                            |  |
|                                    | 12. Enrico XVI di Baviera-Landshut | 24. Federico di Baviera-Landshut |                                    |  |  |       |  |  |                                |  |  |                            |  |
|                                    | 12. Enrico XVI di Baviera-Landshut | 24. Federico di Baviera-Landshut |                                    |  |  |       |  |  |                                |  |  |                            |  |
|                                    | 12. Enrico XVI di Baviera-Landshut | 25. Maddalena Visconti           |                                    |  |  |       |  |  |                                |  |  |                            |  |
| 6. Ludovico IX di Baviera-Landshut | 12. Enrico XVI di Baviera-Landshut |                                  |                                    |  |  |       |  |  |                                |  |  |                            |  |
|                                    |                                    | 13. Margherita d'Asburgo         | 26. Alberto IV d'Asburgo           |  |  |       |  |  |                                |  |  |                            |  |
|                                    |                                    | 13. Margherita d'Asburgo         | 26. Alberto IV d'Asburgo           |  |  |       |  |  |                                |  |  |                            |  |
|                                    |                                    | 13. Margherita d'Asburgo         | 27. Giovanna di Baviera-Straubing  |  |  |       |  |  |                                |  |  |                            |  |
| 3. Margherita di Baviera-Landshut  |                                    | 13. Margherita d'Asburgo         |                                    |  |  |       |  |  |                                |  |  |                            |  |
|                                    |                                    | 14. Federico II di Sassonia      | 28. Federico I di Sassonia         |  |  |       |  |  |                                |  |  |                            |  |
|                                    |                                    | 14. Federico II di Sassonia      | 28. Federico I di Sassonia         |  |  |       |  |  |                                |  |  |                            |  |
|                                    |                                    | 14. Federico II di Sassonia      | 29. Caterina di Brunswick-Lüneburg |  |  |       |  |  |                                |  |  |                            |  |
| 7. Amalia di Sassonia              |                                    | 14. Federico II di Sassonia      |                                    |  |  |       |  |  |                                |  |  |                            |  |
|                                    |                                    | 15. Margherita d'Austria         | 30. Ernesto I d'Asburgo            |  |  |       |  |  |                                |  |  |                            |  |
|                                    |                                    | 15. Margherita d'Austria         | 30. Ernesto I d'Asburgo            |  |  |       |  |  |                                |  |  |                            |  |
|                                    |                                    | 15. Margherita d'Austria         | 31. Cimburga di Masovia            |  |  |       |  |  |                                |  |  |                            |  |
|                                    |                                    | 15. Margherita d'Austria         |                                    |  |  |       |  |  |                                |  |  |                            |  |